# Posse (Nova Iguaçu)
Posse é um  bairro do município de Nova Iguaçu. A Rodovia Presidente Dutra passa pelo bairro (e pela URG) da Posse, servindo de limite entre este bairro e os bairros da URG Centro. Seu nome advém da antiga Fazenda da Posse, importante produtora de laranjas no início do século XX. Em meados dos anos 50, a fazenda começou a ser loteada, dando origem ao atual bairro, de caráter urbano.
O bairro é também conhecido por Bairro da Posse, Fazenda da Posse e Alto da Posse.

## Geografia
A Capela da Fazenda da Posse (Sagrada Família) foi tombada como patrimônio cultural municipal pela Lei Orgânica de 30 de maio de 1990. Neste bairro também encontra-se o Hospital Geral de Nova Iguaçu (mais conhecido como Hospital da Posse), principal hospital público da região da Baixada Fluminense.

### Delimitação
017 – BAIRRO POSSE
Começa no encontro da Estr. Gonçalves Dias com a BR116 – Rod. Presidente Dutra. O limite segue pelo eixo da BR116 – Rod. Presidente Dutra até a Rua Minas Gerais, segue por esta (incluída) até a Rua João Ferreira Pinto, segue por esta (excluída) até a Rua Zíngaro, segue por esta (excluída) até a Rua Zarlu, segue por esta (incluída) até a Av. Henrique Duque Estrada Meyer, segue por esta (incluída) até a Linha Delimitadora do Loteamento Santa Inêz (PAL 134/50), segue por esta até a Linha Delimitadora do Loteamento Bairro Bellêza (PAL 173/65), segue por esta linha (no sentido Leste) até a Estr. da Guarita, segue por esta (excluída) até a Rua Plínio Carneiro Jordão, segue por esta (excluída) até a Estr. Gonçalves Dias, segue por esta (incluída) até o ponto inicial desta descrição.

### Subdivisões
A área próxima à Dutra, à oeste da Av. Governador Roberto Silveira, até a Rua Minas Gerais, divisa com a Cerâmica, é conhecida por Jurity. Lá está localizado o motel Medieval.
Há também o bairro Guarani, que segundo o CEP é formado pelo quadrilátero entre as ruas Ângelo de Jesus Proença, Estrada Gonçalves Dias, Oliveira Rodrigues Alves e Estrada João Venâncio de Figueiredo. O Guarani no entanto não é reconhecido pela prefeitura, e ao contrário do Jurity, não é utilizado como referência geográfica, sendo esta nomenclatura desconhecida até mesmo pelos moradores.

### Serviços
O bairro conta com diversos colégios estaduais, municipais e privados. Destaca-se o Colégio Gonçalves Dias. O campus Nova Iguaçu da Universidade Federal Rural do Rio de Janeiro, fica há menos de dois minutos do bairro, no vizinho Moquetá bastando apenas atravessar o Viaduto da Posse para chegar.
Na área da gastronomia, a Posse é servida por diversas churrascarias, restaurantes de comida japonesa, pizzarias, lanchonetes e sorveterias, entre outros.
Dezenas de linhas de ônibus tem a Posse como passagem, ligando o bairro ao Centro de Nova Iguaçu, Central do Brasil, Praça Mauá, Edson Passos, Pavuna e Queimados.
No bairro também é conhecido o Motel Medieval onde em 20 de abril de 2014 um grupo de assaltantes assaltou os clientes e os fez reféns.

## Cultura popular
O bairro foi citado na canção Nosso sonho, de  Claudinho e Buchecha,, sucesso na década de 1990.